# Kanton Mazières-en-Gâtine
Kanton Mazières-en-Gâtine is een voormalig kanton van het Franse departement Deux-Sèvres. Kanton Mazières-en-Gâtine maakte deel uit van het arrondissement Parthenay en telde 6202 inwoners (1999). Het werd opgeheven bij decreet van 18 februari 2014 met uitwerking op 22 maart 2015. Alle gemeenten werden opgenomen in het nieuwe kanton La Gâtine.

## Gemeenten
Het kanton Mazières-en-Gâtine omvatte de volgende gemeenten:
- Beaulieu-sous-Parthenay
- Clavé
- La Boissière-en-Gâtine
- Les Groseillers
- Mazières-en-Gâtine (hoofdplaats)
- Saint-Georges-de-Noisné
- Saint-Lin
- Saint-Marc-la-Lande
- Saint-Pardoux
- Soutiers
- Verruyes
- Vouhé